# Zimorodek orientalny
Zimorodek orientalny (Ceyx erithaca) – gatunek małego ptaka drapieżnego z rodziny zimorodkowatych (Alcedinidae). Występuje w południowej i południowo-wschodniej Azji. Jest bliski zagrożenia.

## Systematyka
Po raz pierwszy zgodnie z zasadami nazewnictwa binominalnego gatunek ten opisał szwedzki przyrodnik Karol Linneusz w 1758 roku w 10. edycji Systema Naturae, uznawanej za początek nomenklatury zoologicznej. Autor nadał gatunkowi nazwę Alcedo erithaca, a jako miejsce typowe wskazał Bengal. Linneusz przyporządkował zimorodka orientalnego do rodzaju Alcedo, podobnie jak wszystkie inne znane mu zimorodki. Później gatunek został przeniesiony do rodzaju Ceyx wraz z innymi azjatyckimi gatunkami małych trójpalczastych zimorodków.
Obecnie wyróżnia się dwa podgatunki Ceyx erithaca:
- C. e. erithaca (Linnaeus, 1758)
- C. e. macrocarus Oberholser, 1917

Za podgatunek zimorodka orientalnego był też uznawany zimorodek rdzawogrzbiety (Ceyx rufidorsa), obecnie traktowany jako osobny gatunek.
Proponowano podgatunek enopopygius z Sumatry i Wysp Aroa w Cieśninie Malakka, ale opisane okazy okazały się jaśniej ubarwionymi przedstawicielami podgatunku nominatywnego.

### Etymologia nazwy naukowej
- Ceyx: łac. ceyx, ceycis „ptak morski” różnie identyfikowany, od gr. κηυξ kēux, κηυκος kēukos „ptak morski” wymieniony przez Dionizjusza i Lucjana, uznawany za identyczny z Halcyon. W mitologii greckiej Ceyx (pol. Keyks) był bluźnierczym mężem Alkione, utonął w morzu i został przemieniony w zimorodka wraz z jego zrozpaczoną żoną, gdy ta odkryła jego ciało wyrzucone na brzeg[9].
- erithaca: łac. erithacus rudzik, od łac. erithacus nieznany mały ptak, od gr. εριθακος erithakos nieznany mały ptak, możliwie rudzik, pleszka lub kopciuszek[10].

## Morfologia
Zimorodek orientalny ma ciemnoniebieski grzbiet, skrzydła i barkówki, jasnopomarańczowy brzuch. Ciemna plama nad długim, szerokim i czerwonym dziobem. Niebieskie i białe plamy po bokach szyi, białe gardło. Czarne tęczówki. Krótki, pomarańczowo zakończony ogon. Różowo-fioletowy kuper. Pomarańczowo-czerwone nogi i stopy, występują trzy palce, dwa z nich skierowane do przodu. Dymorfizm płciowy nie występuje. Upierzenie młodych ma mniej wyraźne kolory.
Długość ciała wynosi 12,5–14 cm, masa ciała 14–20 g.

## Występowanie
Występuje w Azji Południowo-Wschodniej oraz Indiach, Sri Lance, Bangladeszu i skrajnie południowych Chinach. Zamieszkuje suche i wilgotne lasy równikowe, mokradła i zacienione brzegi słodkowodnych rzek i jezior.
Poszczególne podgatunki zamieszkują:
- C. e. erithaca – od Indii, Sri Lanki, Bangladeszu, skrajnie południowych Chin na wschód po wyspę Hajnan, Mjanmę, Tajlandię, Laos, Wietnam i Kambodżę; populacja częściowo osiadła, a częściowa migrująca, zimuje głównie na Półwyspie Malajskim i Sumatrze.
- C. e. macrocarus – Andamany i Nikobary, populacja osiadła.

## Pożywienie

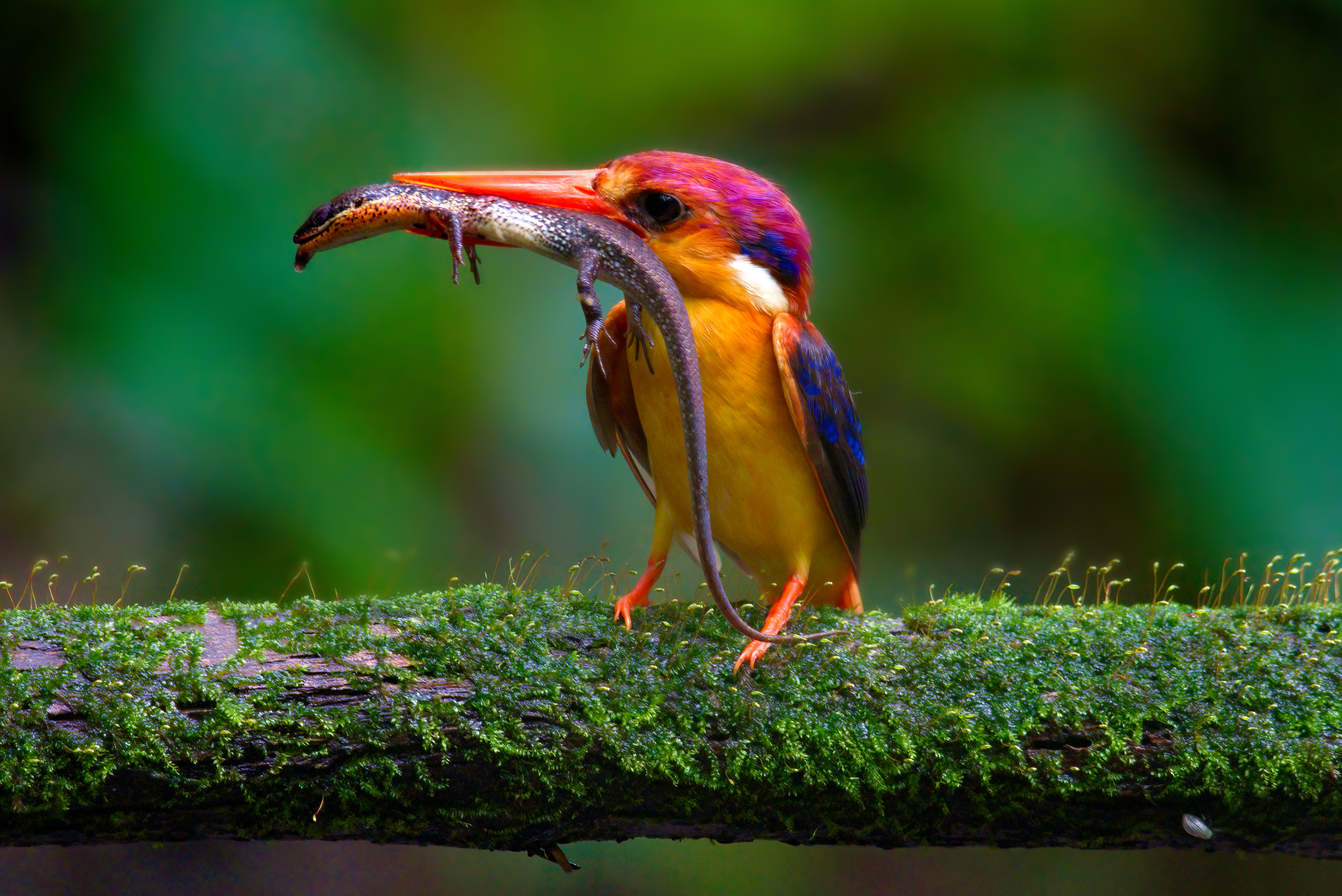
Zimorodek orientalny w lesie deszczowym w Indiach

Dieta składa się głównie z bezkręgowców – pająków, skorupiaków i owadów, w tym modliszek (Mantodea), much (Diptera), mrówek (Formicidae), ważek (Epiprocta) i chrząszczy z rodziny pływakowatych (Dytiscidae). Żywi się również małymi kręgowcami – rybami, jaszczurkami i żabami. Pokarm dostarczany przez rodziców młodym osobnikom składa się zazwyczaj z ryb, jaszczurek, ślimaków, wijów i owadów.
W pojedynkę poszukuje pożywienia na skałach, między roślinami lub na gałęziach 1–3 m nad poziomem powierzchni wody lub ziemi. Po zauważeniu ofiary nurkuje pod taflę wody lub bez zanurzania się, chwyta owady pływające na jej powierzchni. Poluje również na małe zwierzęta znalezione na ziemi lub łapie w locie owady znalezione między roślinami.
Niestrawione resztki jedzenia są usuwane w postaci wypluwki.

## Rozród

### Gniazdo
Jamę w ziemi, która służy jako gniazdo, wykopują samiec i samica, w pionowym brzegu rzeki lub skarpie 1–1,5 m nad powierzchnią, często z dala od wody, ale zawsze w lesie lub w jego pobliżu. Poziomy tunel o długości 0,5–1 m jest skierowany ku górze, ma ok. 4 cm średnicy, wejście 5–7,5 cm. Najdalsze miejsce nory, przeznaczone do składania jaj ma 10–20,5 cm średnicy. Niekiedy buduje nory gniazdowe w termitierach i mrowiskach, odnotowano też przypadki wykorzystywania nor zbudowanych przez inne gatunki.

### Okres lęgowy
Zazwyczaj samica składa od 4 do 5 białych, gładkich jaj w najdalszym miejscu gniazda. Okres inkubacji jaj wynosi ok. 3 tygodnie. Oboje rodzice wysiadują jaja, w nocy robi to zazwyczaj samica. W ciągu roku często występują dwa lęgi, drugi występuje 19–23 dni po pierzeniu się młodych osobników lub niepowodzeniu pierwszego lęgu.
Przez pierwsze dwa dni po wykluciu się pisklęta nie posiadają piór, widoczna jest czarna gałka oczna. Są karmione ok. 20 razy dziennie, głównie rybami, dostarczane są do gniazda również jaszczurki, owady i stawonogi, głównie przez samca. Opuszczają gniazdo po ok. 3 tygodniach od wyklucia się.

## Status
Zimorodek orientalny został zakwalifikowany w Czerwonej księdze gatunków zagrożonych IUCN jako gatunek bliski zagrożenia (NT – Near Threatened). Występuje na bardzo dużym obszarze (BirdLife International podaje EOO – 7,53 mln km²). Trend populacyjny jest malejący, jednak spadek nie jest wystarczająco szybki, aby zaliczyć go do gatunków zagrożonych. Liczba osobników światowej populacji nie jest znana, ale gatunek opisywany jest jako rzadki, lokalnie pospolity.
Zagrożenia powodujące spadek liczebności tego gatunku nie są w pełni poznane. Jako główne zagrożenie i przyczynę malejącego trendu populacyjnego zalicza się wycinkę lasów, w których znajdują się siedliska tego gatunku. Kolizje ptaków z oknami budynków w trakcie lotu i migracji stanowią inne ryzyko dla populacji gatunku.